# Gerald Albright
Gerald Albright (Los Ángeles, California, 30 de agosto de 1957) es un saxofonista, teclista, bajista y flautista estadounidense de smooth jazz y jazz fusión.

## Historial
Durante un tiempo trabajó como músico de sesión, acompañando a artistas como Anita Baker, Ray Parker, The Temptations y Olivia Newton-John. Trabajó más tarde con Alphonse Mouzon, con quien realizó una gira por Europa, haciéndolo después con Jeff Lorber, Teena Marie, Quincy Jones, Whitney Houston, Phil Collins, Johnny Hallyday, Anita Baker, Will Downing, Jonathan Butler, Hugh Masekela, Chaka Khan y Rachelle Ferrell, entre otros. Ha actuado también en diversas series de televisión, entre ellas "Melrose Place (1992)".

## Discografía
| Títulos                                         | Año  | Discográfica |  |
| ----------------------------------------------- | ---- | ------------ |  |
| Just Between Us                                 | 1987 | Atlantic/Wea |  |
| Bermuda Nights                                  | 1988 | Atlantic/Wea |  |
| Dream Come True                                 | 1990 | Atlantic/Wea |  |
| Live at Birdland West                           | 1991 | Atlantic/Wea |  |
| Smooth                                          | 1994 | Atlantic/Wea |  |
| Giving Myself to You                            | 1995 | Atlantic/Wea |  |
| Live to Love                                    | 1997 | Atlantic/Wea |  |
| Pleasures of the Night con Will Downing         | 1998 | Polygram     |  |
| The Very Best of Gerald Albright                | 2001 | Atlantic/Wea |  |
| Groovology                                      | 2002 | GRP          |  |
| Kickin' It Up                                   | 2004 | GRP          |  |
| New Beginnings                                  | 2006 | Peak         |  |
| Sax for Stax                                    | 2008 | Peak         |  |
| Gerald Alston Sings Sam Cooke con Gerald Alston | 2008 | LST CO. INC. |  |
| Pushing the Envelope                            | 2010 | Telarc       |  |